# Toston Bridge
Die Toston Bridge ist eine Stahlbrücke in den Vereinigten Staaten. Sie führt bei dem Ort Toston (Montana) über den Missouri River. Errichtet wurde sie in den Jahren 1919/20 von der Security Bridge Company im Auftrag der Montana State Highway Commission (SHC).
Die Brücke gilt als hervorragendes Beispiel einer mehrbogigen, genieteten Fachwerkbrücke. Sie ist exemplarisch für den Standardentwurf, nach dem von der SHC zwischen 1915 und 1941 im Rahmen eines Brückenbauprogramms zahlreiche Objekte entstanden. Sie eröffnete den Farmern und Ranchern, die auf der Westseite des Missouri lebten, den Zugang zur Bahnstation der Northern Pacific Railway in Toston und gilt deshalb heute als Symbol für die landwirtschaftliche Entwicklung des oberen Missouritals.
Bis Mitte der 1950er Jahre führte der gesamte Verkehr des U.S. Highway 10 North über die Brücke. Für den neuen U.S. Highway 287 wurde 1955 dann eine zweite Brücke errichtet. Seither fließt über die Toston Bridge nur mehr lokaler Verkehr.
Im Juli 2005 wurde die Brücke in das National Register of Historic Places aufgenommen (National Register 05000720).